# Office du Reich au Trésor
L'office du Reich au Trésor (en allemand : Reichsschatzamt) était l'office chargée de mettre en œuvre la politique budgétaire de l'Empire allemand. Le responsable de l'office porte le titre de « secrétaire d'État » placé sous la tutelle du chancelier du Reich. Il s'agit donc d’une administration impériale et non d'un « ministère ».
L'office fut créé en 1879 à l'issue de l'unification allemande. Après la Première Guerre mondiale, l'office est transformé en ministère des Finances du gouvernement du Reich, chargé des administrations fiscales et douanières de la république de Weimar. En même temps est créé le ministère du Trésor du Reich, chargé des possessions du Reich allemand, des organisations économique de paix, des ressources publiques autres que les impôts, taxes et douanes, et de la gestion financière de la Reichswehr. 

## Secrétaires d'État
| Secrétaire d'État à l'office du Reich au Trésor |                                        |       |      |
| N°.                                             | Nom                                    | Début | Fin  |
| 1                                               | Adolf Scholz                           | 1880  | 1882 |
| 2                                               | Franz Emil Emanuel von Burchard        | 1882  | 1886 |
| 3                                               | Karl Rudolf Jacobi                     | 1886  | 1888 |
| 4                                               | Helmuth Freiherr von Maltzahn          | 1888  | 1893 |
| 5                                               | Arthur Graf von Posadowsky-Wehner      | 1893  | 1897 |
| 6                                               | Max Franz Guido Freiherr von Thielmann | 1897  | 1903 |
| 7                                               | Hermann Freiherr von Stengel           | 1903  | 1908 |
| 8                                               | Reinhold Sydow                         | 1908  | 1909 |
| 9                                               | Adolf Wermuth                          | 1909  | 1912 |
| 10                                              | Hermann Kühn                           | 1912  | 1915 |
| 11                                              | Karl Helfferich                        | 1915  | 1916 |
| 12                                              | Siegfried Graf von Roedern             | 1916  | 1918 |

## Sources
- (de) Cet article est partiellement ou en totalité issu de l’article de Wikipédia en allemand intitulé « Reichsschatzamt » (voir la liste des auteurs).